# Futsal Pescara 1997
La Società Sportiva Dilettantistica Futsal Pescara 1997 a responsabilità limitata è una squadra italiana di calcio a 5, militante nel campionato nazionale di Serie A, con sede a Città Sant'Angelo.

## Storia

### I primi anni e l'ascesa al futsal nazionale
Nel luglio 2000 viene fondato il Pescheto C/5, una associazione sportiva dilettantistica di calcio a 5. Nasce da un'idea di sei amici che al ritorno da una vacanza in Brasile decidono di dare vita ad un sogno fatto in quella terra lontana: portare Città Sant'Angelo nella massima serie di questo sport.
Partendo dalla serie D provinciale, in sei anni raggiunge la Serie B. Ottiene nel campionato 2005-2006 il diritto a disputare i play off per la A2, sfiorandola di un soffio nel campionato successivo.
Nell'estate del 2007 la società si fonde con il "Marina Città Sant'Angelo", fondata nel 1997 dal presidente Marco Fiore, per ambire a traguardi più prestigiosi: è la nascita dell'"Acqua e Sapone Marina CSA".
Mantenendo intatta la dirigenza delle rispettive società, con rinnovata passione e con idee vincenti, la società ottiene subito la promozione in Serie A2. L'Acqua e Sapone Marina CSA, nel 2008-2009, partecipa per la prima volta al campionato cadetto chiudendo al settimo posto, a soli tre punti dai play-off promozione.
Nel 2009-2010 la squadra ottiene la promozione diretta in Serie A grazie alla miglior differenza reti e il minor numero di gol incassati dell'intera Serie A2. Dopodiché, il club partecipa alla Coppa Italia di categoria da cui esce battuta solamente in finale. Nel frattempo, anche il settore giovanile cresce, vincendo il proprio girone e ottenendo il miglior risultato di sempre, venendo sconfitta nelle semifinali nazionali. Partecipa anche alla Final Eight di categoria. Inoltre nasce il nuovo settore femminile che disputa il suo primo campionato in serie D.

### La massima serie
Archiviata la gioia della grande cavalcata verso la serie A, inizia la stagione 2010-2011, la nuova affascinante avventura nell'Olimpo del calcio a 5 italiano. La società si attiva fin dalle prime battute del mercato estivo per assicurare al confermato coach Mathias Lamers un roster all'altezza della categoria. Il ds D'Egidio conferma cinque pedine di assoluto spessore: Zaramello, Calli, Sanna, Ferreira e Gallon. Arrivano cinque rinforzi di qualità, come Jair dalle Molle (ex Cagliari), Marcelo Vendrame (ex Gruppo Fassina), Vinicius Mazoni (ex Belluno), Marcelinho Forghieri (ex Lazio) e Alessandro Sferrella (ex Ponzio). Con le cessioni di Bessa (Asti), De Carvalho e Follador (fine prestito), Volpi e Grana (rimasti in Brasile) e Capuozzo (Napoli Vesevo), la squadra è al completo e la stagione può iniziare. Lo scotto del noviziato è inevitabile; i nerazzurri faticano ad ambientarsi nella categoria, riuscendo ugualmente a navigare sempre ai margini della zona retrocessione. La società non vuole correre rischi e, alla riapertura del mercato, interviene prontamente ridisegnando l'organico. Dalle Molle saluta tutti e torna al Cagliari, arrivano un centrale difensivo, Trindade Davì (dal Brasile), un pivot, Zè Renato (dal Ceccano), e un laterale, Leite (dal Terni). Grazie ai nuovi innesti di mercato la squadra centra la salvezza matematica alla penultima giornata.
Nell'estate del 2011 la società attua una vera e propria rivoluzione per la sua seconda stagione nella massima serie. Arriva un nuovo allenatore, Massimiliano Bellarte, reduce dalle vittorie nelle categorie inferiori (con il Modugno dalla B alla A2, sfiorando la A); con lui anche il vice e tecnico delle giovanili Luca Di Eugenio. La rosa viene ricostruita quasi da zero: confermati solamente quattro elementi (Zaramello, Marcelinho, Ferreira e Sferrella), arrivano sette nuovi giocatori, tra i quali Caetano, Coco Schmitt (Modugno) e Zanchetta (Real Rieti). Il nuovo corso porta subito alle prime storiche qualificazioni in Final Eight e ai play off scudetto: in entrambe le competizioni i nerazzurri vengono eliminati ai quarti di finale. In campionato l'Acqua e Sapone chiude al settimo posto.
Nella stagione seguente, la terza consecutiva in A, arriva dalla Liga spagnola il rinforzo Bruno Rocha Chaguinha, laterale brasiliano destinato a scrivere la storia del club. Un'altra buonissima annata, con la partecipazione alla Final Eight di Pescara (eliminazione ai quarti contro la Marca ai rigori) e ai play off scudetto (eliminata la Lazio ai quarti, il sogno si ferma in semifinale contro la Luparense). La gioia tricolore arriva dalla Juniores di Luca Di Eugenio che, il 2 giugno 2013, a Bassano del Grappa, si laurea campione d'Italia vincendo la Final eight scudetto di categoria.
Il campionato 2013-2014, quarto della storia in serie A nonché quarto consecutivo, si rivelerà molto positivo. In un progetto comune con il Città di Montesilvano, la squadra nerazzurra acquisisce le prestazioni dei campioni Stefano Mammarella, Francesco Scordella, Leandro Cuzzolino, Fabricio Calderolli e Cristian Borruto. Il gruppo svolge il ritiro precampionato in Croazia, a Gospić, ospite della Nazionale croata di futsal. Si qualifica alle Final Four della nuova manifestazione della Divisione C5, la Winter Cup. Ma la storia viene scritta in Coppa Italia: nella seconda Final Eight di Pescara, i nerazzurri arrivano in finale dove battono la Lazio, spinti dalla classe e dall'esperienza del Nazionale portoghese Fernando Leitão, acquistato a dicembre. È il primo titolo per la bacheca della famiglia Barbarossa. La stagione sarà lunga: ai play off, Chaguinha e compagni arrivano in finale contro la Luparense, accarezzano il sogno scudetto, ma cedono in gara-5 ai più esperti veneti.
Nel 2014-2015 la squadra subisce pochi ritocchi al roster (arrivano De Oliveira e Cavinato da Asti, Chaguinha va al Benfica e Zanchetta al Real Rieti) e la quinta stagione in serie A si apre con la vittoria del secondo storico titolo: la Supercoppa italiana, vinta a Bassano del Grappa l'11 novembre contro la Luparense. Seconda partecipazione alla Final Four di Winter Cup, ad Asti, e quarta volta in Final Eight (eliminazione ai quarti contro l'Asti). Ai play off scudetto, il cammino si ferma in semifinale.
La stagione 2015-2016 inizia con una rivoluzione del roster. Sono arrivati Cesaroni, Jonas, Sidney, Mimi, Burrito, Scandolara (che a dicembre viene ceduto) e Paulinho Pinto (arrivato solo a dicembre). Sono stati ceduti definitivamente Cuzzolino, Borruto, Calderolli, Leitao, De Oliveira e Cavinato, mentre sono stati ceduti in prestito i giovani Baiocchi e Di Matteo. Gli angolani chiudono quinti la stagione regolare, potendo così partecipare ai play-off, dove eliminano ai quarti di finale il Kaos Futsal. Il cammino dei leoni, però, si ferma in semifinale, dove vengono eliminati per mano dell'Asti.
La stagione 2016-2017 vede i neroazzurri allenati dal tecnico spagnolo Francisco Fuentes partire molto male, raccogliendo appena 4 punti in 6 partite. Fuentes viene esonerato dopo la sconfitta contro il Napoli. Al suo posto viene nominato Antonio Ricci, che debutta vincendo con un secco 4-0 contro la Lazio. La successiva lunga serie di vittorie si ferma solo il 12 febbraio contro la Luparense, partita pareggiata 3-3. Il finale sarà positivo per i leoni, che chiudono il campionato al terzo posto con 41 punti.

### Fine di un'era
Il 2 giugno 2021 è una data storica per l'intera società, poiché famiglia Barbarossa e il marchio Acqua&Sapone lasciano la squadra. Dall'unione con Colormax Pescara Calcio a 5 e Montesilvano femminile Calcio a 5, nasce il Futsal Pescara 1997, una realtà unica che vede più squadre iscritte nei principali campionati nazionali: Futsal Pescara 1997 in Serie A maschile e femminile e Pescara Academy in Serie A2 maschile. Gli adriatici, guidati da Saverio Palusci, concludono la stagione regolare al settimo posto. 

## Cronistoria
| Cronistoria del Futsal Pescara 1997 |
| --- |
| - 2000 · Fondazione de Il Pescheto C5. - 2000-01 · 7ª nel girone ? di Serie D Abruzzo. - 2001-02 · 10ª nel girone ? di Serie D Abruzzo. - 2002-03 · 7ª nel girone ? di Serie D Abruzzo. - 2003-04 · 1ª nel girone D di Serie D Abruzzo. Promossa in Serie C1. - 2004-05 · 1ª in Serie C1 Abruzzo. Promossa in Serie B. Vince i play-off nazionali. - 2005 · Fusione con il Montesilvano 2000, assume la denominazione Acqua e Sapone 2000. - 2005-06 · 2ª nel girone C di Serie B. Quarti di finale play-off promozione. - 2006-07 · 4ª nel girone C di Serie B. 1ª fase di Coppa Italia di Serie B. - 2007 · Fusione con il Marina Città Sant'Angelo, assume la denominazione Acqua e Sapone Marina CSA. - 2007-08 · 1ª nel girone C di Serie B. Promossa in Serie A2. 1ª fase di Coppa Italia di Serie B. - 2008-09 · 7ª nel girone B di Serie A2. - 2009-10 · 1ª nel girone B di Serie A2. Promossa in Serie A. Finalista di Coppa Italia di Serie A2. - 2010-11 · 10ª in Serie A. - 2011 · Assume la denominazione Acqua e Sapone C5. - 2011-12 · 7ª in Serie A. Quarti di finale play-off scudetto. Quarti di finale di Coppa Italia. - 2012-13 · 6ª in Serie A. Semifinalista play-off scudetto. Quarti di finale di Coppa Italia. - 2013-14 · 2ª in Serie A. Finalista play-off scudetto. Vince la Coppa Italia (1º titolo). Semifinalista di Winter Cup. - 2014-15 · 4ª in Serie A. Semifinalista play-off scudetto. Quarti di finale di Coppa Italia. Semifinalista di Winter Cup. Vince la Supercoppa italiana (1º titolo). - 2015-16 · 5ª in Serie A. Semifinalista play-off scudetto. Quarti di finale di Coppa Italia. - 2016-17 · 3ª in Serie A. Semifinalista play-off scudetto. Quarti di finale di Coppa Italia. Vince la Winter Cup (1º titolo). - 2017-18 · 2ª in Serie A, Campione d'Italia (1º titolo). Vince la Coppa Italia (2º titolo). Quarti di finale di Coppa della Divisione. - 2018-19 · 1ª in Serie A. Finalista play-off scudetto. Vince la Coppa Italia (3º titolo). Quarti di finale di Coppa della Divisione. Vince la Supercoppa italiana (2º titolo). Turno élite di UEFA Champions League. - 2019-20 · 2ª in Serie A. Semifinalista di Coppa della Divisione. Finalista di Supercoppa italiana. - 2020-21 · 2ª in Serie A. Quarti di finale play-off scudetto. Semifinalista di Coppa Italia. - 2021 · Fusione con Colormax Pescara e Montesilvano femminile, assume la denominazione Futsal Pescara 1997. - 2021-22 · 7ª in Serie A. Quarti di finale play-off scudetto. Quarti di finale di Coppa Italia. - 2022-23 · 3ª in Serie A. Semifinalista play-off scudetto. 1º turno di Coppa Italia. Ottavi di finale di Coppa della Divisione. - 2023 · Scioglimento della società. |

## Statistiche e record

### Partecipazione ai campionati
| Livello | Categoria | Partecipazioni | Debutto   | Ultima stagione |
| ------- | --------- | -------------- | --------- | --------------- |
| 1°      | Serie A   | 13             | 2010-2011 | 2022-2023       |
| 2°      | Serie A2  | 2              | 2008-2009 | 2009-2010       |
| 3°      | Serie B   | 3              | 2005-2006 | 2007-2008       |
| 4°      | Serie C1  | 1              | 2004-2005 | 2004-2005       |
| 5°      | Serie D   | 4              | 2000-2001 | 2003-2004       |

## Colori e simboli

### Colori
I colori storici dell'Acqua e Sapone Calcio a 5 sono stati il bianco, il nero e l'azzurro. Con il cambio di denominazione in Futsal Pescara 1997, i colori sociali sono diventati il bianco e l'azzurro, peculiari delle società aventi sede nel capoluogo adriatico.

### Simboli ufficiali

#### Stemma
Il simbolo dell'Acqua e Sapone Calcio a 5 è stato il leone. A seguito del trasferimento a Pescara, però, questo è stato rimpiazzato dal delfino.

## Palmarès

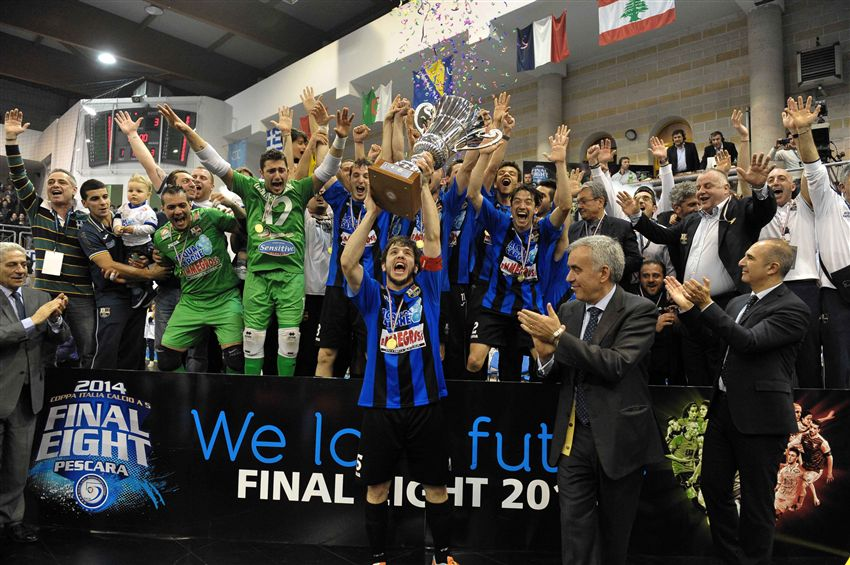
Murilo alza la Coppa Italia 2014

- Campionato italiano: 1

2017-18
- Coppa Italia: 3

2013-14, 2017-18, 2018-19
- Supercoppa italiana: 2

2014, 2018
- Winter Cup: 1

2016-17

## Strutture

### Palazzetti
- 1997-2013: PalaCastagna (Città Sant'Angelo)
- 2013-2017: PalaRoma (Montesilvano)
- 2017-2019: Pala Santa Filomena (Chieti)
- Finali scudetto 2018: Palasport Giovanni Paolo II (Pescara)
- Finali scudetto 2019: PalaRoma (Montesilvano)
- 2019-2023: PalaRigopiano (Pescara)

## Allenatori
- 1997-2006 ?
- 2006-2008 ·  Giuseppe Marcuccitti
- 2008-2009 ·  Pablo Parilla,  Mathias Lamers
- 2009-2011 ·  Mathias Lamers
- 2011-2016 ·  Massimiliano Bellarte
- 2016-2017 ·  Juan Francisco Fuentes,  Antonio Ricci
- 2017-2018 ·  Antonio Ricci,  Faustino Pérez
- 2018-2019 ·  Faustino Pérez
- 2019-2020 ·  Massimiliano Bellarte
- 2020-2021 ·  Fausto Scarpitti
- 2021-2022 ·  Saverio Palusci
- 2022-2023 ·  Frane Despotovic

## Società

### Organigramma
- Marco Fiore - Presidente
- Tony Colatriano - Amministratore delegato
- Gabriele D'Egidio - Direttore generale/sportivo
- Giancarlo Del Duchetto - Dirigente
- Raffaello Colatriano - Consigliere
- Mirco Tina - Consigliere
- Carlo Faieta - Collaboratore amministrativo
- Stefano Iachini - Responsabile logistica/magazzino
- Angelo Colantoni - Magazziniere
- Orlando D'Angelo - Addetto stampa
- Simone Di Nardo Di Maio - Responsabile WEB
- Giampiero Lattanzio - Fotografo

### Sponsor
- ?-2010 ·  Givova
- 2010-2011 ·  Agla
- 2011-2022 ·  Joma
- 2022-2023 ·  Bedavis

- 2008 - 2021 Acqua e sapone

### Staff tecnico
- Frane Despotovic - Allenatore
- Paolo Aiello - Preparatore atletico
- Luca Di Eugenio - preparatore dei portieri, allenatore Under-19
- Nicola Iannacone - Responsabile sanitario
- Maurizio D'Amario - Fisioterapista
- Alessandro Luciani - Fisioterapista
- Enzo Margiovanni - Allenatore giovanili
- Vincenzo Filippone - Dirigente accompagnatore Under 19